# Gratacasolo
Gratacasolo (Gratacadöl in dialetto camuno) è una frazione del comune di Pisogne, in bassa Val Camonica, provincia di Brescia.

## Geografia fisica
Posto 4 km a nord-est di Pisogne.

## Storia

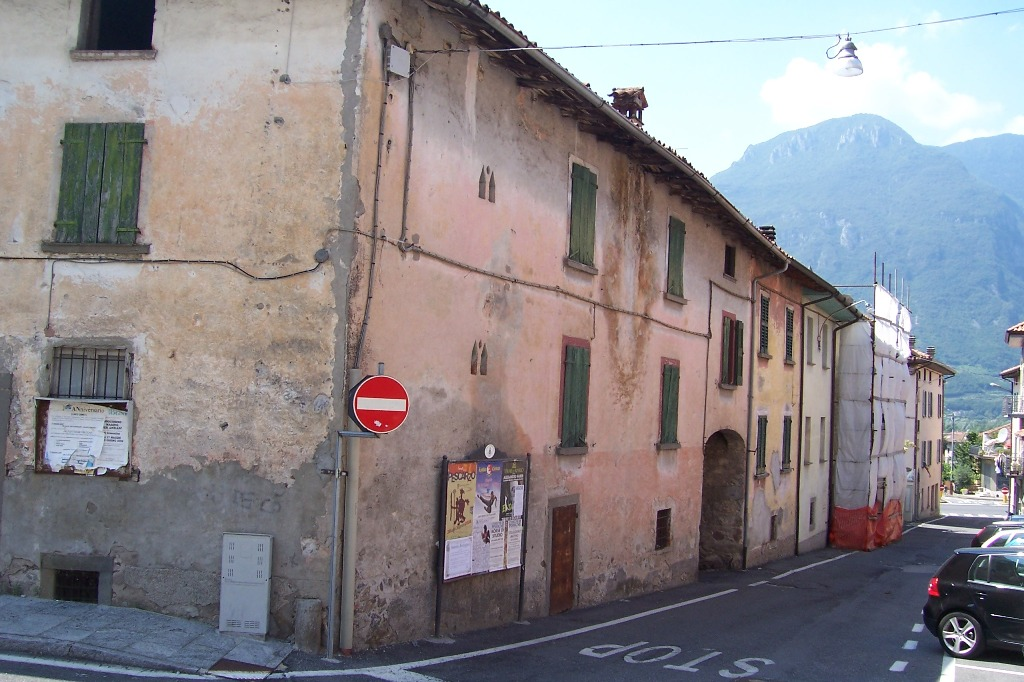
Scorcio

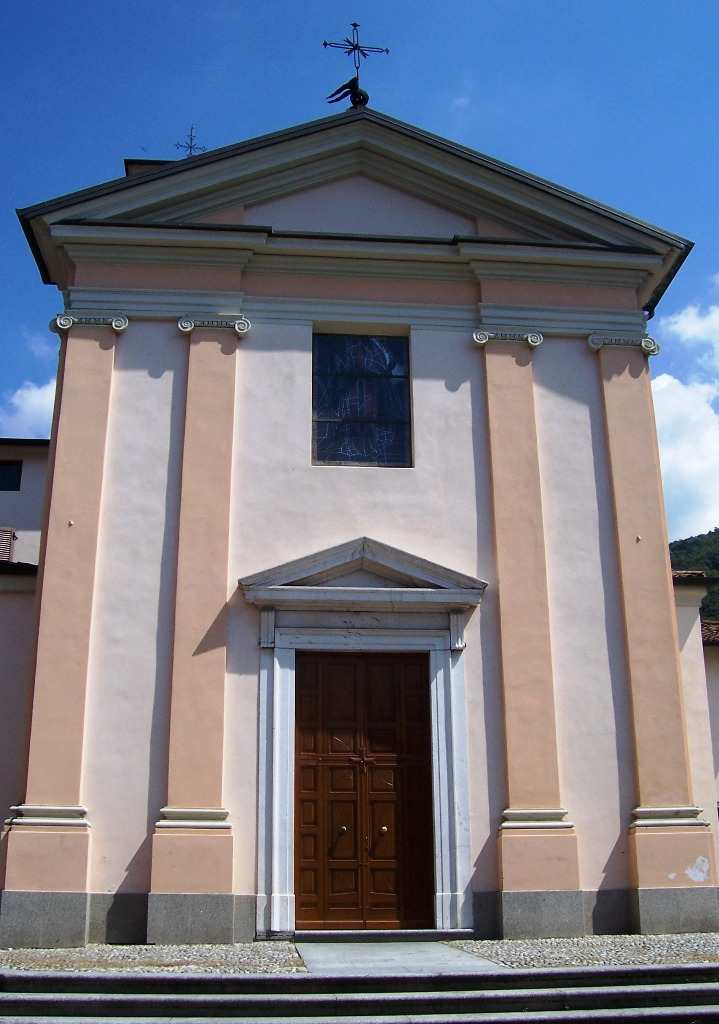
Chiesa di San Zenone

Era presente un tempo una rocca. Vi erano delle cave di arenaria rossa.
Citato in un accordo l'11 maggio 1200 tra i Federici ed alcuni comuni della valle entro cui erano avvenute risse.
Il 6 marzo 1206 la famiglia Avogadro riceve dal vescovo di Brescia l'investitura della corte di Cemmo, Mù, Pisogne e Gratacasolo.
Nel 1242 è infeudato da Gherardo Brusati, che lo cederà nel 1331 a Zenone detto Martoglio Federici.
Nel 1676 vi è una disastrosa inondazione che distrusse i forni del ferro. Altra terribile fu quella dei 1850.

### Feudatari locali
Famiglie che hanno ottenuto l'infeudazione vescovile dell'abitato:
| Famiglia | Stemma           | Periodo     |
| Avogadro | Blasone Avogadro | 1206 - 1242 |
| Brusati  |                  | 1242 - 1331 |
| Federici |                  | 1331 - ?    |

## Monumenti e luoghi d'interesse

### Architetture religiose
Le chiese di Gratacasolo sono:
- Chiesa di San Zenone.

## Società

### Tradizioni e folclore
Gli scütüm sono nei dialetti camuni dei soprannomi o nomiglioli, a volte personali, altre indicanti tratti caratteristici di una comunità. Quello che contraddistingue gli abitanti di Gratacasolo è Mòc, Co de èrs.

## Curiosità
Emma Francesconi, originaria del posto e poi emigrata in Argentina, è stata la madre di Arturo Umberto Illia Francesconi, presidente argentino dal 1963 al 1966.